# Кондачи, Ирен
Ирен Кондачи (мальт. Irene Condachi; 7 июня 1899 — 1970) — мальтийский врач, одна из двух женщин-врачей, работающих на острове во время Второй мировой войны. Одна из основательниц школьной медицинской службы, она стала медицинским офицером правительственной школы и получила признание в искоренении чесотки в школах.

## Биография
Ирен Кондачи родилась в Валетте 7 июня 1899 года. Её семья была недавними мигрантами с греческого острова, а её отец, Константин Кондачи, был купцом. Она воспитывалась в греческой православной традиции, которая имела более терпимое отношение к женщинам, работающим вне дома. В 1916 году она начала свое медицинское образование в Университете Мальты, но через год оставила его. Десять лет спустя она получила диплом врача в Неаполитанском университете. Продолжая свое обучение, Кондачи получила степень специалиста в области педиатрии в 1928 году в Павийском университете.

## Карьера
Вернувшись на Мальту после окончания учёбы, Кондачи стала ассистентом Джозефа Эллула, профессора акушерства и гинекологии Мальтийского университета в Валлетте. В 1938 году она была принята на работу в качестве медицинского офицера Правительственной школы и поселилась на улице Луцио в Слиме. С началом войны, когда многие мужчины вступили в бой, женщины стали более активно участвовать в обороне острова. Вместе с офтальмологом и дантистом Кондачи начала школьную медицинскую службу. Не имея транспорта, она ходила пешком или ездила на попутках, чтобы посетить различные школы острова, чтобы сделать прививки и провести медицинское обследование более чем 20 000 школьников в период с 1941 по 1942 год. Она отвечала за искоренение чесотки в государственных школах с помощью мази на нефтяной основе. Условия её работы были опасны, так как в 1941 году государственные школы были преобразованы в больницы и центры для беженцев. Во время наблюдения за больницей в правительственной школе в Корми объект был разбомблен, и Кондачи, её сотрудники, беженцы и студенты едва не сбежали в подземное убежище под школой для девочек. Одна из всего лишь двух женщин-врачей, которых, как известно, практиковали на Мальте во время войны, Кондачи продолжала работать в качестве медицинского офицера Министерства образования до 1959 года. Она была самой высокооплачиваемой женщиной на государственной службе в свое время.

## Смерть и наследие
Кондачи умерла в 1970 году и запомнилась своей долгой карьерой в оказании медицинской помощи Мальте. В 2014 году Саймон Кьюзенс закончил свою магистерскую диссертацию «первая академическая работа» на тему истории мальтийских женщин во время Второй мировой войны. в ходе своих исследований он обнаружил историю Кондачи, которая должна была быть включена в Книгу 2016 года.

### Цитирования
1. 1 2 3 4 5 6  Камиллери, 2006, p. 45.
2. 1 2 3 4  Каработт, 2016.
3. ↑  Савона-Вентура, Борг-Галеа, 2007, p. 35.
4. ↑  Борда, 2015.
5. ↑  Кусенс, 2014.